# فلاح

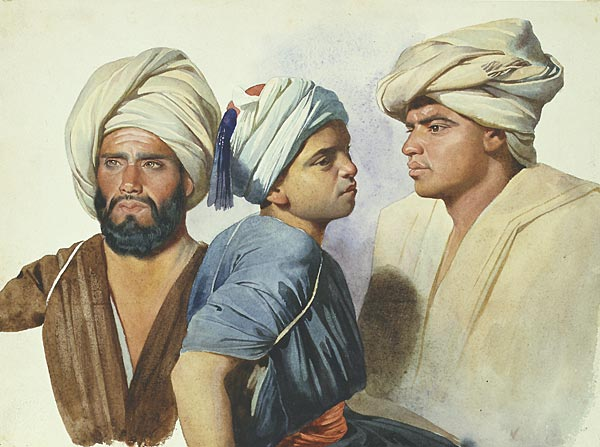
لوحة ثلاثة فلاحين Trois fellahs، بريشة الفنان شارل جبرائيل غلاير (1835)، وقد صوّر فيها 3 فلاحين مصريين وقت حكم محمد علي باشا. كانت مسألة الفلاحين السبب الرئيسي وراء الحملة المصرية على الشام.

الفلاح (الجمع: فلاحين) هو مصطلح يشير إلى المزارع أو العامل الزراعي في منطقة الشرق الأوسط وشمال أفريقيا. يعتقد أن الفلاحين هم أقرب أسلاف المصريين القدماء، ونظراً لاستمرارية المعتقدات وأسلوب الحياة فقد وصف فلاحو مصر بأنهم هم المصريون «الأصليون». ويمكن رؤية معظم الفلاحين يرتدون رداء بسيطاً مكوناَ من القطن يسمى الدشداشة أو الجلابية. كلمة جلابية نشأت تقريباً في العام 1715-1725 واستمدت من الكلمة العربية الفصيحة (جلباب).

## أصول الكلمة واستخدامها

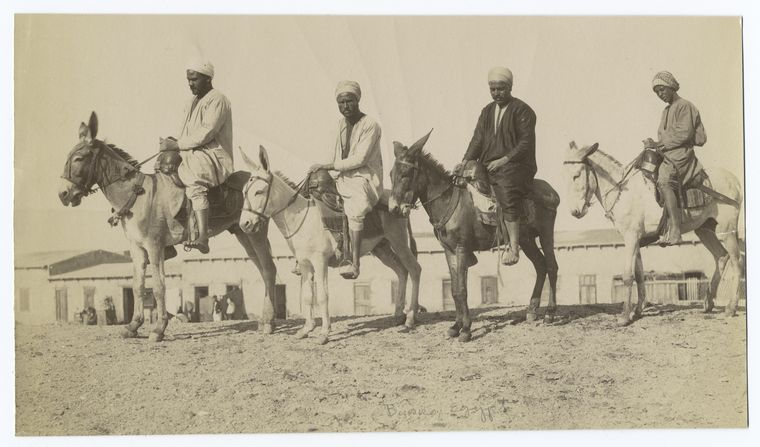
صورة التقطت لفلاحين في القرن التاسع عشر محفوظة في مكتبة نيويورك العامة

المصطلح كان مستخدماً إبان الفترة العثمانية في إشارة إلى المزارعين. نور الدين مصالحة ترجم الكلمة على أنها تدل على «العمال الزراعيين». اختلفت تطبيقات المصطلح في العهد العثماني؛ فقد يشير إلى تمييز الفلاحين عن الأفندية (لقب لموظفي الدولة) أو عن الطبقة التي تملك الأراضي (الملاكين)، على الرغم من أن الفلاحين قد يعملون بأجر أو أصحاب أراض صغيرة أو يعيشون في قرية تملك الأرض بشكل جماعي. وطبق آخرون المصطلح فقط على العمال الذين لا يملكون أراضي. كما طبق آخرون مصطلح فلاحين على سكان القرى الصغيرة من المسيحيين والدروز واليهود والمسلمين. المصطلح طبق على أشخاص من عدة مناطق في الشرق الأوسط وشمال أفريقيا، بما في ذلك مصر وقبرص.

## الفلاحون في مصر

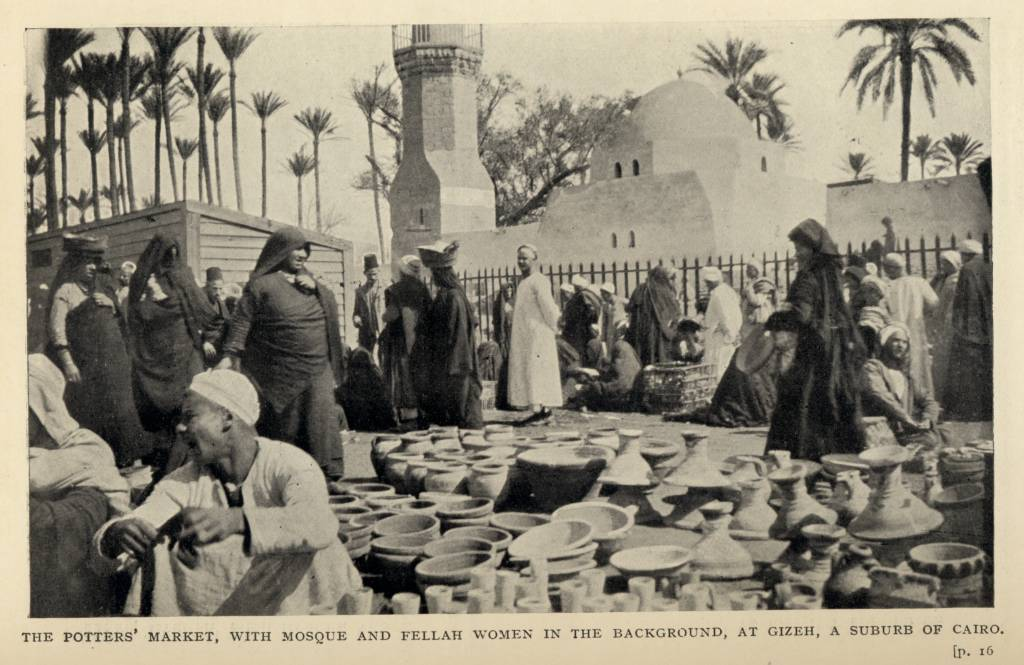
صورة لفلاحين في الجيزة، القاهرة عام 1911

يشكل الفلاحون 60٪ من سكان مصر، ويعيشون حياة متواضعة في منازل من الطوب الطيني مثل أسلافهم القدامى. كانت نسبتهم أعلى بكثير في أوائل القرن العشرين، قبل تدفقهم الكبير إلى المدن والبلدات الحضرية في مصر. في عام 1927، أجرى عالم الأنثروبولوجيا وينيفريد بلاكمان مؤلف كتاب الفلاحين في صعيد مصر، بحثا إثنوغرافيا عن حياة المزارعين في مصر، وخلص إلى أن هناك استمرارية كبيرة وملحوظة بين المعتقدات والممارسات الثقافية والدينية لفلاحي مصر وممارسات المصريين القدماء.

## الفلاحون في دبروجة
خلال القرن التاسع عشر، استقرت بعض عائلات الفلاح المسلمة من سوريا العثمانية في دبروجة، التي كانت جزءًا من الإمبراطورية العثمانية (اليوم جزء من رومانيا وبلغاريا). اختلطوا تمامًا مع الأتراك والتتار.

## مواضيع ذات صلة
- خماس
- مزارع

## وصلات خارجية
- فلاحو مصر المنسيون